# Ichneumon furumakiensis
Ichneumon furumakiensis är en stekelart som först beskrevs av Tohru Uchida 1926.  Ichneumon furumakiensis ingår i släktet Ichneumon och familjen brokparasitsteklar. Inga underarter finns listade i Catalogue of Life.